# Premier Division w piłce siatkowej mężczyzn (2024/2025)
Premier Division 2024/2025 – rozgrywki o ligowe mistrzostwo Irlandii zorganizowane przez stowarzyszenie Volleyball Ireland. Rozpoczęły się 5 października 2024 roku.
W Premier Division uczestniczyło 8 drużyn. Do najwyższej klasy rozgrywkowej dołączył mistrz Division 1 w sezonie 2023/2024 – Gardians Fianna. Rozgrywki składały się z fazy zasadniczej oraz fazy play-off. W fazie zasadniczej zespoły rozegrały ze sobą po dwa mecze. Cztery najlepsze drużyny awansowały do fazy play-off. Faza play-off obejmowała półfinały i finał.
Finał odbył się 4 maja 2025 roku w Sport Ireland National Indoor Arena w Dublinie. Mistrzem Premier Division został klub Dalkey Devils, który w finale pokonał zespół UCD.

## System rozgrywek
Rozgrywki w Premier Division w sezonie 2024/2025 składały się z fazy zasadniczej oraz fazy play-off. W fazie zasadniczej drużyny rozegrały ze sobą po dwa spotkania systemem kołowym (mecz u siebie i rewanż na wyjeździe). Cztery najlepsze zespoły awansowały do fazy play-off. Zespół, który w fazie zasadniczej zajął ostatnie miejsce, spadł do Division 1, natomiast ten, który zajął 7. miejsce, trafił do baraży.
| Kryteria ustalenia pozycji w tabeli |
| O kolejności w tabeli decydowały następujące kryteria: 1. liczba punktów (3:0 i 3:1 – 3 punkty dla zwycięzcy, 0 punktów dla przegranego; 3:2 – 2 punkty dla zwycięzcy, 1 punkt dla przegranego; walkower – -1 punkt dla przegranego), 2. liczba zwycięstw, 3. różnica między setami wygranymi a przegranymi, 4. liczba wygranych setów, 5. różnica między setami wygranymi a przegranymi w bezpośrednich meczach, 6. różnica między małymi punktami zdobytymi a straconymi, 7. liczba zdobytych małych punktów, 8. różnica między małymi punktami zdobytymi a straconymi w bezpośrednich meczach. |

Faza play-off obejmowała półfinały i finał. Pary półfinałowe utworzyli:
- para 1: zwycięzca fazy zasadniczej – zespół, który zajął 4. miejsce w fazie zasadniczej;
- para 2: zespół, który zajął 2. miejsce w fazie zasadniczej – zespół, który zajął 3. miejsce w fazie zasadniczej.

Zwycięzcy półfinałów rozegrali finał o mistrzostwo Premier Division. Półfinały i finał odbyły się na neutralnym terenie.
W meczu barażowym drużyna, która zajęła 7. miejsce w fazie zasadniczej, grała z drugą drużyną Division 1. Zwycięzca uzyskał prawo gry w najwyższej klasie rozgrywkowej w sezonie 2025/2026.

## Drużyny uczestniczące
W Premier Division w sezonie 2024/2025 uczestniczyło 8 drużyn. Do najwyższej klasy rozgrywkowej dołączył mistrz Division 1 w sezonie 2023/2024 – Gardians Fianna.
| Premier Division 2024/2025                                                            | Premier Division 2024/2025 |
| ------------------------------------------------------------------------------------- | -------------------------- |
| UCD                                                                                   | 1                          |
| Aer Lingus                                                                            | 2                          |
| Dalkey Devils                                                                         | 3                          |
| DVC Bravo                                                                             | 4                          |
| DVC Abu                                                                               | 5                          |
| Trinity College Dublin (TCD)                                                          | 6                          |
| Net Force                                                                             | 7                          |
| Awans z Division 1                                                                    |                            |
| Gardians Fianna                                                                       | 1                          |
| Oznaczenia: - kolumna druga – miejsce zajęte przez daną drużynę w poprzednim sezonie. |                            |

### Awanse i spadki
| Poz. | Spadek z Premier Division 2023/2024 |
| ---- | ----------------------------------- |
| 8.   | Galway                              |

| Poz. | Awans z Division 1 2023/2024 |
| ---- | ---------------------------- |
| 1.   | Gardians Fianna              |

## Hale sportowe
| Drużyna         | Hala sportowa                                              | Miejscowość | *     |
| --------------- | ---------------------------------------------------------- | ----------- | ----- |
| Aer Lingus      | ALSAA                                                      | Dublin      |       |
| Dalkey Devils   | Castle Park School                                         | Dublin      |       |
| DVC Abu         | Coláiste Bríde                                             | Dublin      |       |
| DVC Bravo       | Coláiste Bríde                                             | Dublin      |       |
| Gardians Fianna | Coláiste de hÍde                                           | Dublin      |       |
| Net Force       | Riverstick Community Centre                                | Riverstick  |       |
| TCD             | Trinity College Sports Centre                              | Dublin      | [ a ] |
| TCD             | Phoenix Sports Centre (Maynooth University – North Campus) | Maynooth    | [ a ] |
| UCD             | UCD Sports Centre                                          | Dublin      |       |
| Źródło:         |                                                            |             |       |

Uwagi: Półfinały fazy play-off odbyły się na kampusie Tallaght Technological University Dublin (TU Dublin) w budynku Sports Science, Health and Recreation, natomiast finał – w Sport Ireland National Indoor Arena w Dublinie.
| Dublin: · 1) Aer Lingus · 2) Dalkey Devils · 3) DVC Abu · 4) DVC Bravo · 5) Gardians Fianna · 6) Trinity College Dublin · 7) UCDNet Force Lokalizacja głównych obiektów sportowych | Aer LingusDalkey Devils1) DVC Abu · 2) DVC BravoTrinity College DublinUCDGardians Fianna Lokalizacja głównych obiektów sportowych klubów z Dublina |

## Faza zasadnicza

### Tabela wyników
| Gospodarz \ Gość1 | UCD | ALI | DLK | DVC BRAVO | DVC ABU | TCD | NET | GAR |
| ----------------- | --- | --- | --- | --------- | ------- | --- | --- | --- |
| UCD               | -   | 3:2 | 0:3 | 3:0       | 3:1     | 1:3 | 3:1 | 2:3 |
| Aer Lingus        | 1:3 | -   | 1:3 | 3:1       | 3:0     | 2:3 | 3:1 | 2:3 |
| Dalkey Devils     | 3:2 | 3:0 | -   | 0:3       | 3:0     | 3:0 | 3:0 | 1:3 |
| DVC Bravo         | 0:3 | 3:0 | 0:3 | -         | 3:2     | 3:1 | 3:1 | 3:0 |
| DVC Abu           | 0:3 | 0:3 | 1:3 | 1:3       | -       | 0:3 | 1:3 | 0:3 |
| TCD               | 3:2 | 3:0 | 0:3 | 3:1       | 3:0     | -   | 3:0 | 3:2 |
| Net Force         | 0:3 | 1:3 | 0:3 | 3:2       | 3:1     | 0:3 | -   | 1:3 |
| Gardians Fianna   | 1:3 | 3:0 | 0:3 | 1:3       | 3:0     | 3:0 | 3:2 | -   |

Źródło: 
1 Drużyna gospodarzy jest wymieniona po lewej stronie tabeli.
Uwagi:
1) Oba mecze między Dalkey Devils a TCD odbyły się w Castle Park School w Dublinie.
2) Oba mecze między Gardians Fianna a TCD odbyły się w Coláiste de hÍde w Dublinie.
Kolory:
  zwycięstwo gospodarzy 3:0 lub 3:1
  zwycięstwo gospodarzy 3:2
  zwycięstwo gości 3:0 lub 3:1
  zwycięstwo gości 3:2

### Terminarz i wyniki spotkań
| WYNIKI SPOTKAŃ | WYNIKI SPOTKAŃ | WYNIKI SPOTKAŃ  | WYNIKI SPOTKAŃ                          | WYNIKI SPOTKAŃ  | WYNIKI SPOTKAŃ                | WYNIKI SPOTKAŃ |
| Data | Godz.          | Gospodarz       | Rezultat                                | Gość            | Hala sportowa                 | *              |
| --- | -------------- | --------------- | --------------------------------------- | --------------- | ----------------------------- | -------------- |
| 1. KOLEJKA |                |                 |                                         |                 |                               |                |
| 29.01.2025 | 19:30          | DVC Bravo       | 3:2 (25:18, 18:25, 18:25, 25:22, 15:9)  | DVC Abu         | Coláiste Bríde                | [ 6 ]          |
| 5.10.2024 | 10:30          | Gardians Fianna | 0:3 (22:25, 29:31, 23:25)               | Dalkey Devils   | Coláiste de hÍde              | [ 7 ]          |
| 6.10.2024 | 16:30          | Net Force       | 1:3 (26:24, 18:25, 23:25, 21:25)        | Aer Lingus      | Riverstick Community Centre   | [ 8 ]          |
| 6.10.2024 | 14:00          | TCD             | 3:2 (17:25, 25:18, 19:25, 25:19, 15:13) | UCD             | Trinity College Sports Centre | [ 9 ]          |
| 2. KOLEJKA |                |                 |                                         |                 |                               |                |
| 13.10.2024 | 17:00          | Aer Lingus      | 2:3 (21:25, 20:25, 25:16, 25:16, 13:15) | TCD             | ALSAA                         | [ 10 ]         |
| 4.12.2024 | 19:30          | Dalkey Devils   | 0:3 (0:25, 0:25, 0:25)                  | DVC Bravo       | Castle Park School            | [ 11 ]         |
| 12.10.2024 | 13:00          | Gardians Fianna | 1:3 (23:25, 25:19, 23:25, 21:25)        | UCD             | Coláiste de hÍde              | [ 12 ]         |
| 13.10.2024 | 16:30          | Net Force       | 3:1 (23:25, 25:15, 25:22, 25:21)        | DVC Abu         | Riverstick Community Centre   | [ 13 ]         |
| 3. KOLEJKA |                |                 |                                         |                 |                               |                |
| 20.10.2024 | 13:30          | DVC Abu         | 0:3 (16:25, 19:25, 22:25)               | Gardians Fianna | Coláiste Bríde                | [ 14 ]         |
| 20.10.2024 | 16:00          | DVC Bravo       | 3:1 (25:16, 25:15, 25:27, 25:23)        | Net Force       | Coláiste Bríde                | [ 15 ]         |
| 20.10.2024 | 17:45          | TCD             | 0:3 (23:25, 25:27, 18:25)               | Dalkey Devils   | Castle Park School            | [ 16 ]         |
| 20.10.2024 | 16:00          | UCD             | 3:2 (25:21, 21:25, 18:25, 25:21, 15:9)  | Aer Lingus      | UCD Sports Centre             | [ 17 ]         |
| 4. KOLEJKA |                |                 |                                         |                 |                               |                |
| 10.11.2024 | 16:00          | Aer Lingus      | 3:1 (25:23, 25:19, 14:25, 25:18)        | DVC Bravo       | ALSAA                         | [ 18 ]         |
| 10.11.2024 | 16:30          | Dalkey Devils   | 3:2 (23:25, 27:25, 22:25, 25:17, 15:10) | UCD             | Castle Park School            | [ 19 ]         |
| 9.11.2024 | 16:30          | Net Force       | 1:3 (16:25, 28:26, 23:25, 24:26)        | Gardians Fianna | Riverstick Community Centre   | [ 20 ]         |
| 10.11.2024 | 14:00          | TCD             | 3:0 (25:13, 26:24, 26:24)               | DVC Abu         | Trinity College Sports Centre | [ 21 ]         |
| 5. KOLEJKA |                |                 |                                         |                 |                               |                |
| 17.11.2024 | 16:00          | DVC Abu         | 1:3 (26:24, 23:25, 18:25, 22:25)        | Dalkey Devils   | Coláiste Bríde                | [ 22 ]         |
| 17.11.2024 | 11:00          | DVC Bravo       | 3:1 (27:25, 25:18, 19:25, 25:21)        | TCD             | Coláiste Bríde                | [ 23 ]         |
| 16.11.2024 | 13:00          | Gardians Fianna | 3:0 (25:19, 25:16, 25:18)               | Aer Lingus      | Coláiste de hÍde              | [ 24 ]         |
| 17.11.2024 | 16:00          | UCD             | 3:1 (26:28, 25:14, 25:20, 30:28)        | Net Force       | UCD Sports Centre             | [ 25 ]         |
| 6. KOLEJKA |                |                 |                                         |                 |                               |                |
| 24.11.2024 | 16:30          | Dalkey Devils   | 3:0 (25:18, 25:20, 25:14)               | Aer Lingus      | Castle Park School            | [ 26 ]         |
| 23.11.2024 | 13:00          | Gardians Fianna | 1:3 (22:25, 14:25, 25:18, 18:25)        | DVC Bravo       | Coláiste de hÍde              | [ 27 ]         |
| 23.11.2024 | 16:30          | Net Force       | 0:3 (13:25, 22:25, 19:25)               | TCD             | Riverstick Community Centre   | [ 28 ]         |
| 23.11.2024 | 11:00          | UCD             | 3:1 (25:16, 25:22, 22:25, 25:18)        | DVC Abu         | UCD Sports Centre             | [ 29 ]         |
| 7. KOLEJKA |                |                 |                                         |                 |                               |                |
| 8.12.2024 | 16:00          | Aer Lingus      | 3:0 (25:20, 25:19, 25:13)               | DVC Abu         | ALSAA                         | [ 30 ]         |
| 8.12.2024 | 13:30          | DVC Bravo       | 0:3 (23:25, 19:25, 17:25)               | UCD             | Coláiste Bríde                | [ 31 ]         |
| 30.11.2024 | 14:00          | Net Force       | 0:3 (17:25, 29:31, 18:25)               | Dalkey Devils   | Riverstick Community Centre   | [ 32 ]         |
| 7.12.2024 | 15:30          | TCD             | 3:2 (25:20, 20:25, 26:28, 25:22, 15:9)  | Gardians Fianna | Coláiste de hÍde              | [ 33 ]         |
| 8. KOLEJKA |                |                 |                                         |                 |                               |                |
| 12.01.2025 | 16:00          | Aer Lingus      | 3:1 (25:13, 19:25, 25:12, 25:21)        | Net Force       | ALSAA                         | [ 34 ]         |
| 12.01.2025 | 16:30          | Dalkey Devils   | 1:3 (26:28, 26:24, 21:25, 17:25)        | Gardians Fianna | Castle Park School            | [ 35 ]         |
| 12.01.2025 | 13:30          | DVC Abu         | 1:3 (25:22, 30:32, 20:25, 21:25)        | DVC Bravo       | Coláiste Bríde                | [ 36 ]         |
| 7.03.2025 | 19:30          | UCD             | 1:3 (25:21, 13:25, 16:25, 20:25)        | TCD             | UCD Sports Centre             | [ 37 ]         |
| 9. KOLEJKA |                |                 |                                         |                 |                               |                |
| 26.01.2025 | 16:00          | DVC Abu         | 1:3 (0:25, 24:26, 25:21, 22:25)         | Net Force       | Coláiste Bríde                | [ 38 ]         |
| 26.01.2025 | 11:00          | DVC Bravo       | 0:3 (19:25, 21:25, 24:26)               | Dalkey Devils   | Coláiste Bríde                | [ 39 ]         |
| 26.01.2025 | 15:00          | TCD             | 3:0 (25:21, 25:16, 25:20)               | Aer Lingus      | Trinity College Sports Centre | [ 40 ]         |
| 26.01.2025 | 11:00          | UCD             | 2:3 (27:25, 24:26, 25:23, 24:26, 10:15) | Gardians Fianna | UCD Sports Centre             | [ 41 ]         |
| 10. KOLEJKA |                |                 |                                         |                 |                               |                |
| 9.02.2025 | 17:00          | Aer Lingus      | 1:3 (25:19, 22:25, 22:25, 22:25)        | UCD             | ALSAA                         | [ 42 ]         |
| 9.02.2025 | 16:30          | Dalkey Devils   | 3:0 (25:16, 25:21, 25:20)               | TCD             | Castle Park School            | [ 43 ]         |
| 8.02.2025 | 13:00          | Gardians Fianna | 3:0 (25:18, 25:16, 25:20)               | DVC Abu         | Coláiste de hÍde              | [ 44 ]         |
| 9.02.2025 | 16:30          | Net Force       | 3:2 (25:23, 25:22, 17:25, 23:25, 15:13) | DVC Bravo       | Riverstick Community Centre   | [ 45 ]         |
| 11. KOLEJKA |                |                 |                                         |                 |                               |                |
| 16.02.2025 | 11:00          | DVC Abu         | 0:3 (12:25, 22:25, 21:25)               | TCD             | Coláiste Bríde                | [ 46 ]         |
| 16.02.2025 | 16:00          | DVC Bravo       | 3:0 (25:22, 25:22, 25:20)               | Aer Lingus      | Coláiste Bríde                | [ 47 ]         |
| 15.02.2025 | 15:30          | Gardians Fianna | 3:2 (23:25, 24:26, 25:19, 25:19, 16:14) | Net Force       | Coláiste de hÍde              | [ 48 ]         |
| 15.02.2025 | 11:00          | UCD             | 0:3 (21:25, 23:25, 19:25)               | Dalkey Devils   | UCD Sports Centre             | [ 49 ]         |
| 12. KOLEJKA |                |                 |                                         |                 |                               |                |
| 9.03.2025 | 16:00          | Aer Lingus      | 2:3 (26:28, 20:25, 25:16, 25:16, 15:17) | Gardians Fianna | ALSAA                         | [ 50 ]         |
| 9.03.2025 | 16:30          | Dalkey Devils   | 3:0 (25:15, 25:11, 25:20)               | DVC Abu         | Castle Park School            | [ 51 ]         |
| 9.03.2025 | 16:30          | Net Force       | 0:3 (23:25, 22:25, 20:25)               | UCD             | Riverstick Community Centre   | [ 52 ]         |
| 9.03.2025 | 10:30          | TCD             | 3:1 (23:25, 25:19, 25:17, 25:15)        | DVC Bravo       | Phoenix Sports Centre         | [ 53 ]         |
| 13. KOLEJKA |                |                 |                                         |                 |                               |                |
| 23.03.2025 | 16:00          | Aer Lingus      | 1:3 (25:21, 20:25, 24:26, 20:25)        | Dalkey Devils   | ALSAA                         | [ 54 ]         |
| 23.03.2025 | 11:00          | DVC Abu         | 0:3 (0:25, 0:25, 0:25)                  | UCD             | Coláiste Bríde                | [ 55 ]         |
| 23.03.2025 | 13:30          | DVC Bravo       | 3:0 (25:19, 25:23, 25:19)               | Gardians Fianna | Coláiste Bríde                | [ 56 ]         |
| 23.03.2025 | 14:00          | TCD             | 3:0 (29:27, 25:21, 25:10)               | Net Force       | Trinity College Sports Centre | [ 57 ]         |
| 14. KOLEJKA |                |                 |                                         |                 |                               |                |
| 13.04.2025 | 16:30          | Dalkey Devils   | 3:0 (25:22, 26:24, 27:25)               | Net Force       | Castle Park School            | [ 58 ]         |
| 13.04.2025 | 13:30          | DVC Abu         | 0:3 (0:25, 0:25, 0:25)                  | Aer Lingus      | Coláiste Bríde                | [ 59 ]         |
| 12.04.2025 | 13:00          | Gardians Fianna | 3:0 (25:23, 25:14, 25:12)               | TCD             | Coláiste de hÍde              | [ 60 ]         |
| 12.04.2025 | 13:30          | UCD             | 3:0 (25:14, 25:18, 25:22)               | DVC Bravo       | UCD Sports Centre             | [ 61 ]         |
| Godziny do 27 października 2024 roku i od 30 marca 2025 roku podane są według strefy czasowej UTC+1, a od 27 października 2024 roku do 30 marca 2025 roku – według strefy czasowej UTC±0. Źródło: |                |                 |                                         |                 |                               |                |

### Tabela
| Lp.                                                | Drużyna         | Pkt   | Mecze | Mecze | Mecze | Rodzaj wyniku | Rodzaj wyniku | Rodzaj wyniku | Rodzaj wyniku | Rodzaj wyniku | Rodzaj wyniku | Sety | Sety | Sety | Małe punkty | Małe punkty | Małe punkty |
| Lp.                                                | Drużyna         | Pkt   | M     | W     | P     | 3:0           | 3:1           | 3:2           | 2:3           | 1:3           | 0:3           | wyg. | prz. | +/–  | zdob.       | str.        | +/–         |
| -------------------------------------------------- | --------------- | ----- | ----- | ----- | ----- | ------------- | ------------- | ------------- | ------------- | ------------- | ------------- | ---- | ---- | ---- | ----------- | ----------- | ----------- |
| 1                                                  | Dalkey Devils   | 34(1) | 14    | 12    | 2     | 9             | 2             | 1             | 0             | 1             | 1             | 37   | 10   | +27  | 1091        | 1014        | +77         |
| 2                                                  | UCD             | 29    | 14    | 9     | 5     | 4             | 4             | 1             | 3             | 1             | 1             | 34   | 21   | +13  | 1244        | 1132        | +112        |
| 3                                                  | TCD             | 27    | 14    | 10    | 4     | 5             | 2             | 3             | 0             | 1             | 3             | 31   | 20   | +11  | 1145        | 1066        | +79         |
| 4                                                  | Gardians Fianna | 25    | 14    | 9     | 5     | 4             | 2             | 3             | 1             | 2             | 2             | 31   | 23   | +8   | 1244        | 1172        | +72         |
| 5                                                  | DVC Bravo       | 24    | 14    | 8     | 6     | 3             | 4             | 1             | 1             | 2             | 3             | 28   | 24   | +4   | 1165        | 1087        | +78         |
| 6                                                  | Aer Lingus      | 17(2) | 14    | 5     | 9     | 2             | 3             | 0             | 3             | 2             | 4             | 23   | 30   | −7   | 1154        | 1090        | +64         |
| 7                                                  | Net Force       | 9     | 14    | 3     | 11    | 0             | 2             | 1             | 1             | 5             | 5             | 16   | 37   | −21  | 1136        | 1264        | −128        |
| 8                                                  | DVC Abu         | -1(3) | 14    | 0     | 14    | 0             | 0             | 0             | 1             | 5             | 8             | 7    | 42   | −35  | 844         | 1198        | −354        |
| Legenda: faza play-off baraże spadek do Division 1 |                 |       |       |       |       |               |               |               |               |               |               |      |      |      |             |             |             |

Źródło: 
Punktacja: 3:0 i 3:1 – 3 pkt; 3:2 – 2 pkt; 2:3 – 1 pkt; 1:3 i 0:3 – 0 pkt
Zasady ustalania kolejności: zob. sekcję powyżej
Uwagi:
(1) Zespół Dalkey Devils został ukarany odjęciem jednego punktu.
(2) Zespół Aer Lingus został ukarany odjęciem jednego punktu.
(3) Zespół DVC Abu został ukarany odjęciem dwóch punktów za oddanie dwóch meczów walkowerem.

## Faza play-off
Godziny podane są według strefy czasowej UTC+1.

### Drabinka
|  |           |                 |           |     |   |       |               |       |
|  | Półfinały | Półfinały       | Półfinały |     |   | Finał | Finał         | Finał |
|  | Półfinały | Półfinały       | Półfinały |     |   | Finał | Finał         | Finał |
|  |           |                 |           |     |   |       |               |       |
|  |           |                 |           |     |   |       |               |       |
|  | 1         | Dalkey Devils   | 3         |     |   |       |               |       |
|  | 1         | Dalkey Devils   | 3         |     |   |       |               |       |
|  | 4         | Gardians Fianna | 1         |     |   |       |               |       |
|  | 4         | Gardians Fianna | 1         |     |   | 1     | Dalkey Devils | 3     |
|  |           |                 |           |     |   | 1     | Dalkey Devils | 3     |
|  |           |                 | 2         | UCD | 0 |       |               |       |
|  | 2         | UCD             | 2         | UCD | 0 | 3     |               |       |
|  | 2         | UCD             |           |     |   |       |               |       |
|  | 3         | TCD             | 1         |     |   |       |               |       |
|  | 3         | TCD             | 1         |     |   |       |               |       |
|  |           |                 |           |     |   |       |               |       |

### Półfinały
| Data       | Godz. | Gospodarz     | Rezultat                         | Gość            | Hala sportowa               | *      |
| ---------- | ----- | ------------- | -------------------------------- | --------------- | --------------------------- | ------ |
| 26.04.2025 | 13:00 | Dalkey Devils | 3:1 (25:13, 25:17, 23:25, 25:22) | Gardians Fianna | TU Dublin – Tallaght Campus | [ 63 ] |
| 26.04.2025 | 13:00 | UCD           | 3:1 (25:22, 25:22, 22:25, 25:14) | TCD             | TU Dublin – Tallaght Campus | [ 64 ] |
| Źródło:    |       |               |                                  |                 |                             |        |

### Finał
| Data      | Godz. | Gospodarz     | Rezultat                  | Gość | Hala sportowa         | Widzów | *      |
| --------- | ----- | ------------- | ------------------------- | ---- | --------------------- | ------ | ------ |
| 4.05.2025 | 15:00 | Dalkey Devils | 3:0 (25:19, 25:22, 25:23) | UCD  | National Indoor Arena | 220    | [ 65 ] |
| Źródło:   |       |               |                           |      |                       |        |        |

## Klasyfikacja końcowa
| Poz. | Drużyna         | Uwagi                              |
| 1.   | Dalkey Devils   | prawo udziału w el. Ligi Mistrzów  |
| 2.   | UCD             | prawo udziału w Pucharze Challenge |
| 3.   | TCD             |                                    |
| 4.   | Gardians Fianna |                                    |
| 5.   | DVC Bravo       |                                    |
| 6.   | Aer Lingus      |                                    |
| 7.   | Net Force       | baraż                              |
| 8.   | DVC Abu         | spadek do Division 1               |

## Baraże
Format: jeden mecz
Miejsce: Loreto Secondary School, Kilkenny
Godzina według strefy czasowej UTC+1
| Data       | Godz. | Gospodarz | Rezultat                         | Gość             | *      |
| ---------- | ----- | --------- | -------------------------------- | ---------------- | ------ |
| 26.04.2024 | 12:00 | Net Force | 1:3 (21:25, 17:25, 25:21, 25:27) | Tallaght Rockets | [ 66 ] |